# IC 2293
IC 2293 ist eine Spiralgalaxie vom Hubble-Typ Sab im Sternbild Krebs auf der Ekliptik. Sie ist schätzungsweise 179 Millionen Lichtjahre von der Milchstraße entfernt.
Das Objekt wurde am 13. Februar 1901 von Max Wolf entdeckt.